# Nollywood
Nollywood je označení pro nigerijskou kinematografii, která je počtem natočených filmů za rok 2. na světě.

## Charakteristika filmů
V produkci nigerijských filmů převládají nízkorozpočtové filmy určené pro domácí video, které se dostávají na trh v podobě DVD či CD disků. Ve filmech převládají rodinná témata oslovující většinové obyvatelstvo. Centrum veškerého filmařského dění sídlí v největším nigerijském městě Lagosu, ve čtvrti Surulere, za druhé centrum je považováno město Enugu. Neexistují zde žádná velká studia – filmy se většinou natáčejí v terénu během několik málo dnů či týdnů a stříhají na koleni po dvorcích nebo malých zapadlých studií.

## Historie
Nigérie produkuje filmy od 60. let 20. století, ale zásadní zlom nastal v roce 1992, kdy Kenneth Nnebue natočil film Living in Bondage, který se stal inspirací pro další filmaře.